# Guilherme "Bill" Cardoso
Guilherme "Bill" Cardoso (nascido em 27 de abril de 1976) é um cientista, engenheiro e empreendedor brasileiro-americano. Ele é o fundador da Creative Electron, Inc., uma empresa que fabrica sistemas de inspeção por raios-x, e da Scorpion-EV Inc., que se dedica à produção de veículos elétricos. Com mais de 25 anos de experiência, Cardoso tem se destacado no impulso de inovações tecnológicas nas áreas de detecção de radiação, eletrônica e veículos elétricos de alto desempenho. Ele é amplamente reconhecido por receber o prêmio de Melhor Veículo Projetado do Ano no SEMA Show de 2023, pelo seu kit de conversão Cobra Venom '23.

## Início da vida e educação
Cardoso nasceu em Porto Alegre, no estado do Rio Grande do Sul, Brasil, onde despertou um interesse inicial por engenharia e tecnologia. Ele recebeu seu diploma de associado pela Escola Ocidental de Porto Alegre. Em seguida, estudou Engenharia Elétrica e de Computação na Universidade Federal do Rio Grande do Sul (UFRGS), Brasil, antes de se mudar para os Estados Unidos para prosseguir seus estudos. Ele obteve seu mestrado e doutorado em Engenharia Elétrica e de Computação no Instituto de Tecnologia de Illinois (IIT) em Chicago, Illinois.
Cardoso também detém um MBA pela Universidade de Chicago, com especialização em gestão estratégica, economia e empreendedorismo. Sua formação multidisciplinar estabeleceu as bases para sua carreira no desenvolvimento de soluções de alta tecnologia para indústrias que abrangem desde a física nuclear até a engenharia automotiva.

## Carreira

### GCC
Cardoso fundou sua primeira empresa, a GCC (Guilherme Cardoso de Cardoso), aos 14 anos, após se formar em eletrônica na Escola Ocidental de Porto Alegre. A GCC produziu e comercializou dimmers para interruptores de luz em Porto Alegre.

### Robotec Automation Systems
No início da década de 1990, durante o governo do presidente Fernando Collor, o Brasil começou a diminuir os impostos de importação sobre produtos eletrônicos fabricados no exterior. Após décadas de políticas protecionistas estabelecidas durante a ditadura militar, o repentino influxo de importações de baixo custo afetou o setor industrial brasileiro. Em resposta a essa transformação econômica, Cardoso fundou a Robotec em 1993. A empresa visava ajudar as empresas brasileiras a redesenvolver produtos para se manterem competitivas no mercado em constante evolução. A Robotec se especializou em oferecer soluções de design eletrônico para indústrias que vão desde o setor automotivo até os setores médico e industrial.

### Fermilab
Após finalizar sua educação, Cardoso trabalhou por mais de dez anos no Laboratório Nacional Fermi (Fermilab), onde liderou o Departamento de Engenharia de Sistemas Eletrônicos. No Fermilab, ele era responsável pelo projeto e desenvolvimento de sistemas de detecção de radiação utilizados em experimentos de física de partículas nucleares. Seu trabalho contribuiu para diversos projetos de grande importância, incluindo o desenvolvimento de um detector de radiação por píxeis, utilizado em experimentos para investigar a estrutura da matéria e as origens do universo. Cardoso também participou do desenvolvimento de eletrônica a bordo para satélites da NASA e escreveu vários artigos técnicos sobre soluções avançadas de semicondutores e detectores de píxeis.

### Aquila Technologies
Cardoso se juntou à Aquila Technologies em 2007 e a liderou até sua saída em 2008. A Aquila focava em tecnologias de defesa, imagem médica e detecção de radiação. Uma das inovações mais significativas da empresa foi o desenvolvimento do primeiro Detector de Ameaça de Radiação (RTD) portátil, que tem a capacidade de detectar, localizar e identificar fontes de radiação em uma ampla faixa de energia. Seu trabalho na Aquila Technologies incluiu a captação de mais de US$ 1,5 milhão em financiamento para pesquisa de diversas organizações, incluindo o Departamento de Defesa, o Departamento de Segurança Interna (DHS), o Departamento de Energia (DOE) e os Institutos Nacionais de Saúde (NIH).

### Creative Electron Inc.

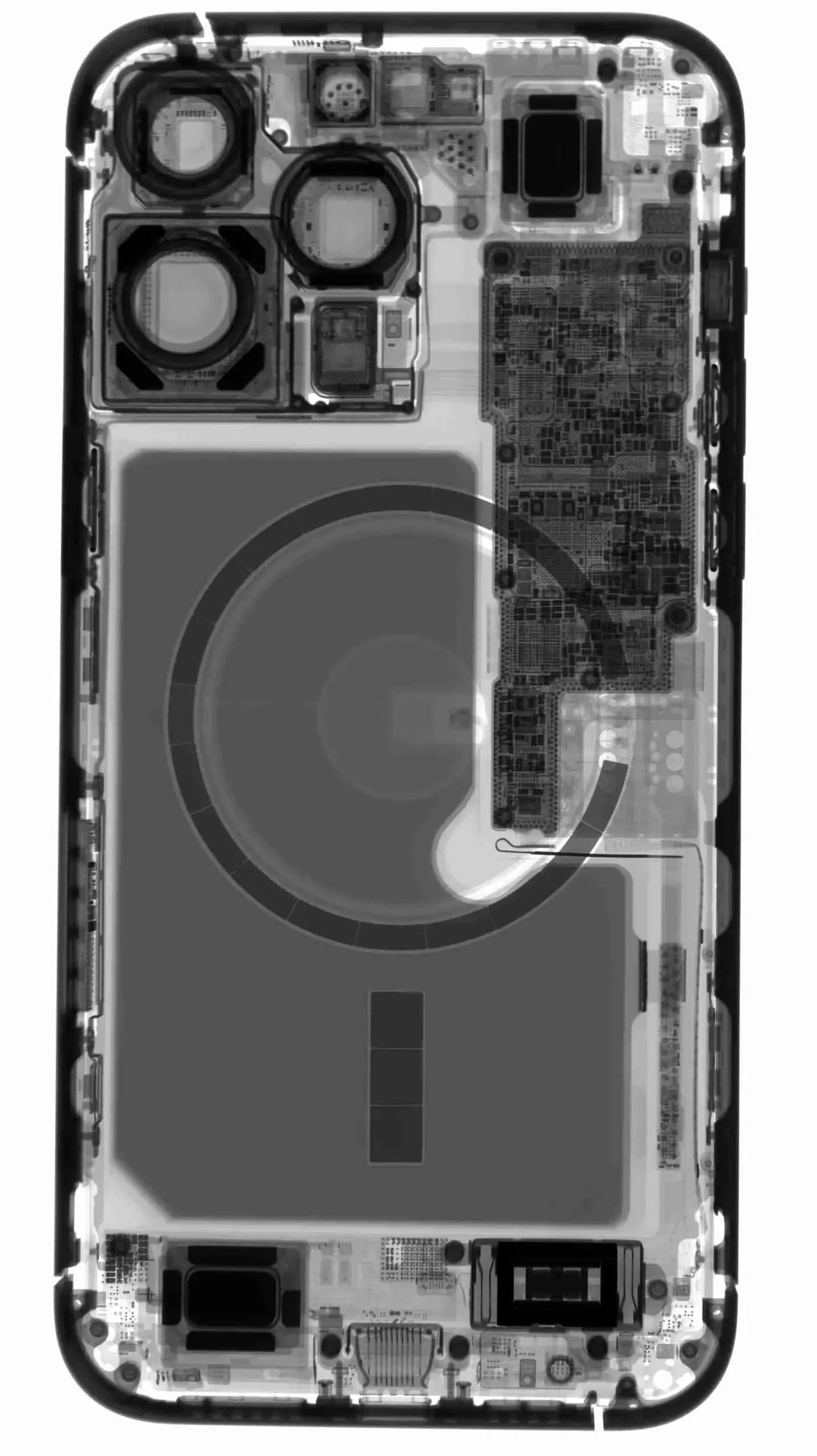
Um raio-X do iPhone 14 Pro

Cardoso fundou a Creative Electron, Inc. em 2008, na cidade de San Marcos, Califórnia. A empresa se especializa no design e na fabricação de sistemas de inspeção por raios X utilizados em testes não destrutivos em setores como eletrônica, aeroespacial e dispositivos médicos. A Creative Electron é uma das maiores fabricantes com sede nos Estados Unidos na área de inspeção por raios X, integrando tecnologias avançadas de inteligência artificial e aprendizado de máquina em seus sistemas para automatizar e aprimorar os processos de controle de qualidade. Sob a liderança de Cardoso, a empresa obteve várias patentes para inovações em tecnologia de inspeção e geração de imagens por raios-x.

#### Controvérsia do caso de raio-x Creative Electron e iFixit
Em novembro de 2023, a Creative Electron se viu envolvida em uma controvérsia pública quando surgiram alegações contra a Casetify, uma fabricante de capas para telefones, por supostamente ter roubado imagens de raios X de iPhones originalmente criadas pela Creative Electron. Essas imagens de raios X haviam sido licenciadas anteriormente para empresas como iFixit e Dbrand, que as utilizaram em capas promocionais para telefones. Dbrand e iFixit acusaram a Casetify de usar essas imagens de raios X sem autorização, o que gerou uma onda de protestos públicos.
De acordo com relatos, a Casetify estava comercializando capas de celular apresentando essas imagens de raios X sem a devida licença ou reconhecimento da Creative Electron, a criadora original. A iFixit e a Dbrand criticaram publicamente a Casetify, sendo que a Dbrand zombou do incidente em uma campanha nas redes sociais. A controvérsia destacou questões contemporâneas sobre o uso indevido de propriedade intelectual nas indústrias de design e tecnologia, trazendo significativa atenção à tecnologia de imagem por raios-x da Creative Electron.

### Scorpion-EV

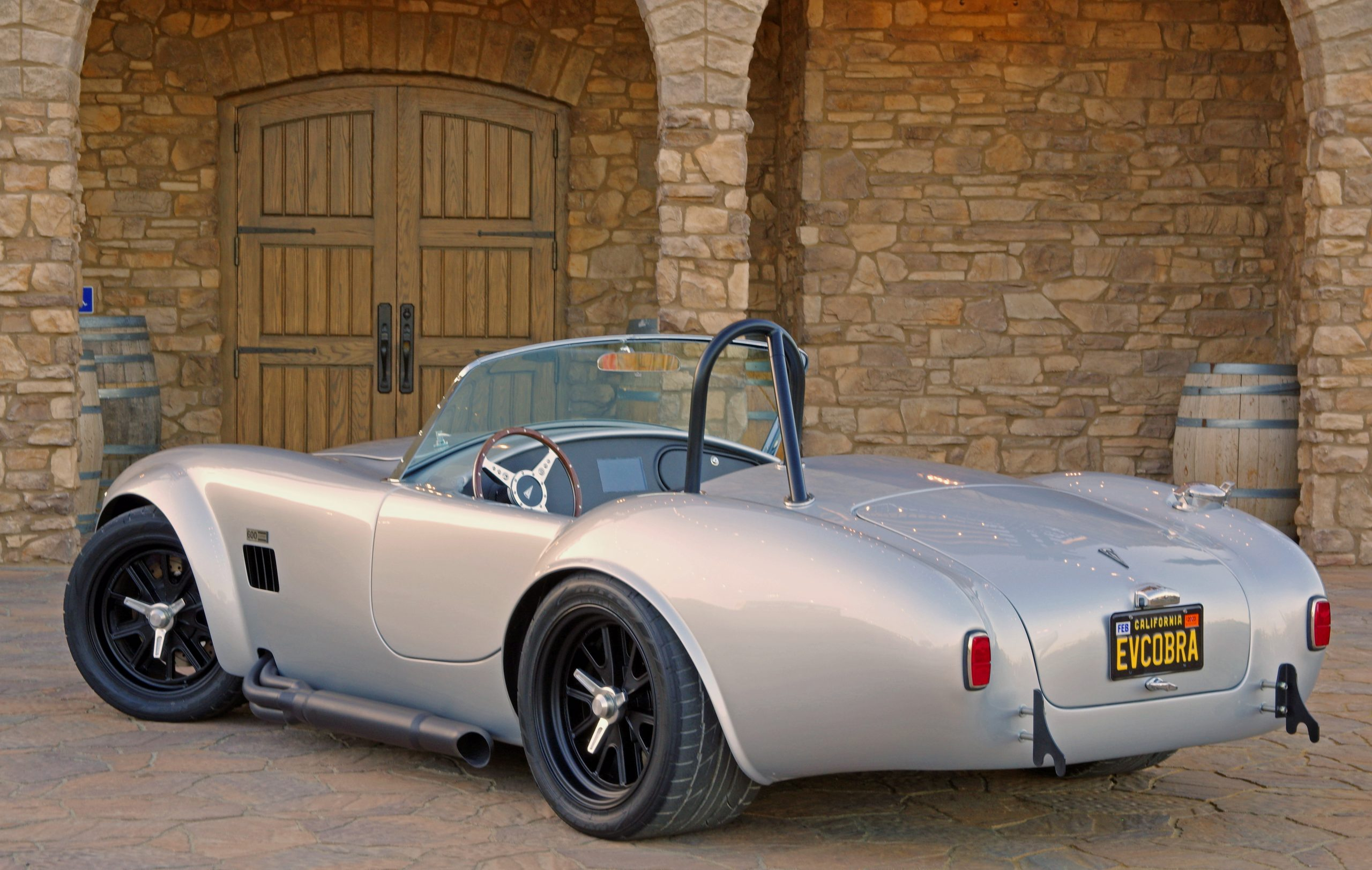
Um modelo de produção Scorpion 600 EV

Em 2021, durante o período de confinamento causado pela pandemia de COVID-19, Cardoso fundou a Scorpion-EV, uma empresa dedicada à produção de veículos elétricos de alto desempenho e kits de conversão para veículos elétricos.
Em 2023, Cardoso foi agraciado com o prêmio inaugural SEMA de Melhor Veículo de Engenharia do Ano pelo Cobra Venom '23. Este veículo elétrico de conversão foi projetado para apresentar o kit de conversão Venom da Scorpion EV, que facilita o processo de transformação de veículos com motor de combustão interna em elétricos. O prêmio, concedido durante o SEMA Show, reconhece a excelência na engenharia automotiva e ressalta a crescente importância da tecnologia de veículos elétricos no setor. O Cobra Venom '23 foi celebrado por sua inovação e pela sua capacidade de inspirar engenheiros e construtores a explorar novas possibilidades no design e na eletrificação de veículos.

## Filantropia e mentoria
Cardoso integra o Conselho Consultivo do Departamento de Engenharia Elétrica e de Computação do Instituto de Tecnologia de Illinois.
Cardoso está dedicado a promover a educação em STEM (Ciências, Tecnologia, Engenharia e Matemática). Ele apoia ativamente iniciativas que incentivam grupos sub-representados a buscar carreiras nas áreas de engenharia e tecnologia. Como parte desse compromisso, a Creative Electron Inc. e a Scorpion EV Inc. firmaram uma parceria com o MiraCosta Community College em Oceanside, Califórnia. Essa colaboração oferece aos alunos acesso à tecnologia de ponta em inspeção por raios-x, oportunidades de estágio, palestras de convidados e treinamento prático para prepará-los para carreiras em indústrias de alta tecnologia.

## Publicações selecionadas
- “Mapping CZT Charge Transport Parameters with Collimated X-Ray and Gamma-Ray Beams.” IEEE NSS/MIC/RTSD, 2008.[14]

- “Sensitivity-Optimized Wide-Field Imaging with a CZT-Based Coded Mask Imager.” IEEE NSS/MIC/RTSD, 2008.[15]

- "Reliability of pixellated CZT detector modules used for medical imaging and homeland security." SPIE, 2008.[16]

- "Acoustic sensor array for sonic imaging in air." IEEE, 2010.[17]

- “Readout ICs for High Spatial Resolution Slot-Scan Imaging with CZT or CdTe Pixel Arrays.” IEEE Transactions on Nuclear Science, 2004.[18]

- “Study of Indium and Solder Bumps for the BTeV Pixel Detector.” IEEE Nuclear Science Symposium and Medical Imaging Conference, 2003.[19]

- “Pixel Multichip Module Development at Fermilab.” Electronics for LHC and Future Experiments, 2005.[20]